# عقلانیت
عقلانیت یا خردورزی در فلسفه یونانی، به بکارگیری عقل و خرد برای حصول شناخت گفته می‌شود که در مقابل مفاهیمی چون، تجربه‌گرایی یا اصالت حس قرار می‌گیرد. واژه انگلیسی Rationality به‌طور گسترده در رشته‌های علمی اقتصاد، جامعه‌شناسی، روانشناسی و علوم سیاسی در معانی متفاوت به کار می‌رود.
عقلانیت، ویژگی یا حالت معقول بودن، بر مبنای حقایق یا عقل و منطق است. [نه به عنوان استناد] عقلانیت بر انطباق اعتقادات شخص با دلایلی برای اعتقاد وی، یا اقدامات شخص با دلایلی برای آن عمل دلالت دارد. «عقلانیت» دارای معانی متفاوتی در فلسفه، اقتصاد، جامعه‌شناسی، روانشناسی، زیست‌شناسی تکاملی و علوم سیاسی می‌باشد.
فرد برای تعیین اینکه چه رفتاری منطقی تر است، باید چند فرضیهٔ اصلی را ارائه دهد، و همچنین نیازمند تدوین قابل سنجش مسئله (مباحثه - نامعلوم) است. هنگامی که هدف یا مشکل مستلزم تصمیم‌گیری است، عوامل عقلانیتی در میزان اطلاعات، قابل استفاده هستند (مثلاً اطلاعات کامل یا ناقص). به‌طور خلاصه، تدوین و فرضیه‌های پیشینه، مدلی است که عقلانیت در آن اِعمال می‌شود. نشان دادن نسبیت عقلانیت: اگر فرد، مدلی را می‌پذیرد که در آن، سود بردن فرد مطلوب و بهینه است، پس عقلانیت به صورت رفتاری است که تا نقطهٔ خودبینی، منطق منفعت جویانه است؛ در حالی که اگر فرد، مدلی را بپذیرد که در آن سود بردن گروه مطلوب و بهینه است، رفتار صرفاً خودخواهانه، غیر منطقی تلقی می‌شود. بدین ترتیب بی‌معنی است که عقلانیت را بدون فرضیه‌های مدل پیشینه که نحوه شکل‌گیری و تدوین مسئله را توصیف می‌کند، مد نظر قرار دهیم.

## نظریه‌ها

### ماکس وبر
ماکس وبر، جامعه‌شناس آلمانی، تفسیر کنش اجتماعی را ارائه داد که بین چهار نوع مختلف عقلانیت آرمان‌گرا تمایز قائل بود:
- ‌ اولین نوع، را عقلانیت Zwecrationary یا عقلانیت هدفمند / ابزاری نامید، با انتظارات مربوط به رفتار سایر انسان‌ها یا اشیاء در محیط مربوط است. این انتظارات به عنوان وسیله‌ای برای یک عامل اجرایی خاص به منظور رسیدن به اهداف مورد استفاده قرار می‌گیرند، اهدافی که وبر اشاره می‌کند که «به‌طور منطقی دنبال می‌شوند و مورد بررسی قرار می‌گیرند.»
- نوع دوم را، عقلانیت Wertrational یا ارزش گرا/ اعتقاد گرا نامید. در اینجا اقدامی برای آنچه که ممکن است فرد، دلایل درونی عامل اجرایی بنامد، صورت می‌گیرد: برخی از انگیزه‌های اخلاقی، زیبایی‌شناسی، مذهبی یا سایر انگیزه‌ها، مستقل از اینکه آیا این امر منجر به موفقیت خواهد شد یا نه.
- نوع سوم تأثیرگذار (عاطفی) بود، که به واسطهٔ تأثیر، احساس یا هیجان خاص عامل اجرایی مشخص شد - که وبر خود اذعان داشت که این نوعی عقلانیت بود که در حد واسط آنچه که او «هدفمند» قلمداد کرد، بود.
- نوع چهارم، نوع سنتی یا مرسوم بود، که با عادت ریشه دار و دیرینه تعیین می‌شد. وبر تأکید داشت که صرفاً یافتن یکی از این گرایش‌ها، بسیار غیرمعمول بود: ترکیب‌ها هنجار بودند. کاربرد او همچنین روشن می‌سازد که او دو مورد اول را مهم‌تر از سایرین در نظر گرفته بود و قابل بحث است که سومین و چهارمین مورد، زیرمجموعه‌های دو مورد اول هستند.

مزیت تفسیر وبر در مورد عقلانیت این است که از ارزیابی ارزشگذاری شده اجتناب می‌کند، یعنی، این که انواع خاصی از باورها، غیر منطقی هستند. در عوض، وبر اذعان می‌کند که می‌توان مبنا یا انگیزه‌ای را در نظر گرفت - به عنوان مثال به دلایل مذهبی یا تأثیرگذار، که ممکن است معیار توضیح یا توجیه را برآورده سازد، حتی اگر این توضیحی نباشد که متناسب با جهت‌گیری عقلانیت Zwecrationary ابزارها و اهداف است؛ بنابراین، برعکس این امر، نیز درست است: برخی از توضیحات ابزارها – اهداف، آن مبانی که برای کنش (عمل)، عقلانیت Wertrationa هستند را محقق نخواهند ساخت.
ساختارهای عقلانیت وبر از دیدگاه هابرماس (۱۹۸۴) (فاقد محتوای اجتماعی و نظریه‌پردازی شده در مورد قدرت اجتماعی) و همچنین از دیدگاه فمینیستی (اگلتون، ۲۰۰۳) که به موجب آن، ساختارهای عقلانی وبر با توجه به ارزش‌های مردانه و در راستای حفظ قدرت مردانه مورد بررسی قرار می‌گیرند، مورد انتقاد قرار گرفته‌اند. موضع جایگزین در مورد عقلانیت (که شامل عقلانیت محدود، و همچنین استدلال‌های تأثیرگذار و ارزشمند وبر است)، را می‌توان در نقد اتزیونی یافت (1988) که افکاری در مورد تصمیم‌گیری برای استدلال بر خلاف موضع ارائه شده توسط وبر را مجدداً شکل می‌دهد. اتزیونی نشان می‌دهد که چگونه استدلال هدفمند / سازنده، مطابق با ملاحظات هنجاری (ایده‌هایی در مورد اینکه افراد چگونه باید رفتار کنند) و ملاحظات اثرگذار (عاطفی) (به عنوان یک سیستم حمایتی برای توسعه روابط انسانی) تحت کنترل قرار می‌گیرد.
اول : عقلانیت ابزارو یا منفعت محور که مبتنی است بر انتظاراتی که ما از رفتار دیگران و کاربرد اشیاء در محیط پیرامون داریم. انتظاراتی که چنانچه وبر میگوید، ما را به هدف خاص و نهایی از پیش محاسبه شده و عاقلانه ای می‌رساند که به دنبال آن بوده ایم.
دوم: عقلانیت ارزش یا عقیده محور که دلایل عملکرد را با عواملی از قبیل اخلاقیات، زیبایی، مذهبی و انگیزه‌های دیگر مرتبط میداند، چه این عوامل منجر به موفقیت بشنوند و چه نشوند.
سوم : عقلانیت احساسی که تحت تأثیر احساسات و عواطف فرد می‌باشد و خود وبر این نوع از عقلانیت را خط مرزی با منطقی معنادار میداند.
چهارم: عقلانیت بر اساس سنت و آداب و رسومی که از دیرباز جا افتاده.
وبر تأکید می‌کند که ترکیبی از این چهار مورد متدواول تر از یافتن یکی از آنهاست و کاربرد دو مورد اول مشخص می‌کند که او اهمیت بیشتری نسبت به بقیه برایشان قائل است و مورد سوم و چهارم به عنوان زیر مجموعه دو تای اول مورد بحث قرار می‌گیرند.
مزیت تعبیر وبر از عقلانیت این است که از سنجش بر مبنای ارزش گذاری جلوگیری می‌کند، یعنی اینطور نیست که برخی عقاید خاص را غیر عقلانی بداند. در عوض پیشنهاد می‌کند به عنوان مثال زمینه و یا انگیزه در سوء تعبیر مذاهب مورد بررسی قرار بگیردکه این می‌تواند به یک معیار برای توضیح و توجیهی منجر شود که حتی نتوان آن را در عقلانیت ابزار محور گنجاند و خلاف این مورد نیز می‌تواند واقعیت داشته باشد یعنی پاره ای از توضیحات را نمی‌توان در چهارچوب عقلانیت ازرش محور گذاشت.
ساختار عقلانی وبر از دو نظر مورد انتقاد قرار گرفته‌است. اول از دیدگاه هابرماس(1984) به دلیل عدم نظریه پردازی و مطالعه کافی در متن جامعه و بر حسب قدرت اجتماعی و دوم از دیدگاه فمینیستی (ایگلتون 2003) که ساختار عقلانیت وبر را مردسالارانه و در جهت حفظ قدرت مردان میپندارد.

#### روانشناسی
در روانشناسی استدلال، روانشناسان و اندیشمندان شناختی، از موقعیت‌های مختلف در مورد عقلانیت انسانی دفاع کرده‌اند. یکی از دیدگاه‌های برجسته، به اعتقاد فیلیپ جانسون لیرد و روت ام. جی. بیرن، در میان سایرین این است که انسان‌ها عملاً منطقی هستند، اما عملاً دچار اشتباه می‌شوند، یعنی انسان‌ها دارای صلاحیت منطقی بودن هستند، اما عملکرد آن‌ها به واسطهٔ عوامل مختلفی محدود می‌شود با این حال، استدلال شده‌است که بسیاری از آزمون‌های استاندارد استدلال [استنتاج]، مانند استدلال‌هایی در مورد اشتباه پیوستگی (ترکیب عطفی)، در وظیفه گزینش واسون، یا اشتباه نرخ مبنا از مشکلات روش شناختی و مفهومی رنچ می‌برند. این امر منجر به اختلافات روانشناسی در مورد این موضوع می‌شود که آیا محققان (صرفاً) باید از قوانین استاندارد منطق، نظریه احتمالی و آمار استفاده کنند یا نظریه انتخاب منطقی به عنوان هنجارهای استدلال مناسب. مخالفان این دیدگاه، نظیر گرد گیگرینزر، به مفهوم عقلانیت محدود می‌پردازند، به خصوص برای وظایفی با عدم اطمینان بالا.

#### ریچارد برانت
ریچارد برانت «تعریف اصلاحی» عقلانیت را ارائه می‌دهد، با این استدلال که اگر نظرات (مفاهیم) فرد، شکلی از روان درمانی شناختی را برجای گذارد، فرد، منطقی است.

## کیفیت
ابولوف اذعان می‌کند که عقلانیت به "مفهومی اساساً چالش برانگیز" تبدیل شده‌است، به خاطر "کاربرد خاص آن … به ناچار شامل اختلافات بی پایان است". او "چهار حوزه" برای اختلافات در مورد معنای عقلانیت را مشخص کرده‌است:
1. هدف، یا عملکردِ، اِسناد (نسبت دادن) عقلانیت: آیا آن توصیفی / تبیینی، تجویزی یا شرطی است ("چنان که گویی"، عقلانیت، واقعی است)؟
2. موضوع عقلانیت: چه چیزی، یا چه کسی، منطقی است: انتخاب، عمل، یا انتخاب عامل اجرایی؟
3. شناخت: ویژگی فرایند تصمیم‌گیری شناختی چیست: حداقل (هدف تعیین شده) یا بهینه (مطلوبیت مورد انتظار)؟
4. منطق (عقلانیت): آیا عقلانیت صرفاً ابزاری است، یعنی لاادری‌گری (ندانم گویی) در مورد منطق عمل انسان و انگیزه‌های آن است (عقلانیت ابزاری) یا آن به‌طور قابل ملاحظه‌ای آن‌ها را تحت تأثیر قرار می‌دهد (عقلانیت ذاتی، با تمرکز بر حداکثرسازی مادی).[۸]

بعضی از فیلسوفان (به ویژه ای. سی. گریلینگ) اعتقاد دارند که یک منطق خوب باید مستقل از احساسات، احساسات شخصی یا هر نوع غریزه باشد. انتظار می‌رود هر فرایند ارزیابی یا تجزیه و تحلیل، که ممکن است منطقی نامیده شود، بسیار هدفمند، منطقی و مکانیکی باشد. اگر این حداقل الزامات محقق نشوند، یعنی اگر فردی، حتی اندکی، تحت تأثیر احساسات شخصی، غرایز، یا دستورالعمل‌ها و هنجارهای اخلاقی خاص فرهنگی قرار گیرد، بنابراین تجزیه و تحلیل به علت وارد کردن تعصب ذهنی، ممکن است نامعقول (غیر عقلانی) باشد.
علوم شناختی و علوم اعصاب مدرن نشان می‌دهد که مطالعه نقش احساس و هیجان در عملکرد ذهنی (از جمله موضوعاتی اعم از لحظه‌های بینش علمی و ایجاد برنامه‌های آینده) که هیچ انسانی تاکنون این معیار را محقق نساخته‌است، ممکن است شخصی که دارای احساسات عاطفی نباشد، برای مثال فرد مبتلا به آمیگدالای بسیار آسیب دیده یا روان پریشی شدید را مستثنی کند؛ بنابراین، چنین شکل ایدئال عقلانیت به خوبی توسط کامپیوترها، و نه افراد، با نمونه نشان داده می‌شود. با این حال، ممکن است محققان به‌طور سازنده‌ای به ایدئال‌سازی به عنوان یک مرجع، مراجعه کنند. [استناد مورد نیاز]

## نظری و عملی
کانت دلائلی عملی را از نظری متمایز ساخته بود. نظریه‌پرداز عقلانیت، جیزز ماسترن، تمایزی بدیل بین عقلانیت نظری و عملی قائل می‌شود، گرچه، طبق نظر او، عقل (دلیل) و عقلانیت، یکسان نیستند: عقل (دلیل)، یک استعداد روانشناسی است، در حالی که عقلانیت، استراتژی بهینه‌سازی است.
انسان‌ها به واسطهٔ تعریف، منطقی نیستند، اما می‌توانند به‌طور منطقی فکر کنند و رفتار کنند، با توجه به اینکه آیا به‌طور صریح یا به‌طور ضمنی، استراتژی معقولیت نظری و عملی را در افکاری که می‌پذیرند و اقداماتی که انجام می‌دهند، اِعمال می‌کنند یا نه. همچنین تمایز بین عقلانیت شناختی (معرفتی)، تلاش برای ایجاد اعتقادات به شیوه‌ای بی‌طرفانه و عقلانیت ابزاری شرح داده شده‌است.
عقلانیت نظری دارای یک مؤلفهٔ صوری (قراردادی) است که به سازگاری منطقی و جزء مادی منجر می‌شود که به حمایت تجربی محدود می‌شود و متکی به مکانیزم‌های درونی ما دربارهٔ تشخیص و تفسیر سیگنال (علامت) است. ماسترن، از یک طرف بین باور غیرارادی و ضمنی، و از طرف دیگر، بین پذیرش داوطلبانه و صریح، تمایز قائل می‌شود. می‌توان به درستی بیان داشت که عقلانیت نظری پذیرش‌های ما را به جای باورهای ما تعدیل می‌کند. عقلانیت عملی، استراتژی برای بهترین حالت زندگی فرد، رسیدن به اهداف مهم و ترجیحات خود تا حد ممکن است.

## مثال‌هایی در زمینه‌های مختلف

### منطق
موضوع اصلی: منطق و عقلانیت
به عنوان بررسی استدلال‌هایی که به موجب شکل خود، درست هستند، منطق در مطالعه عقلانیت، از اهمیت بنیادی برخوردار است. مطالعه عقلانیت در منطق، بیشتر با عقلانیت شناختی، یعنی دستیابی به باورها به شیوه‌ای منطقی، مربوط می‌شود، تا عقلانیت ابزاری.

#### اقتصاد
عقلانیت نقشی اساسی ایفا می‌کند و چندین دیدگاه در این زمینه وجود دارد. اولاً، مفهوم ابزاری وجود دارد، اساساً این ایده که افراد و سازمان‌ها از لحاظ ابزاری منطقی هستند - یعنی بهترین اقدامات را برای رسیدن به اهدافشان اتخاذ می‌کنند. ثانیاً، مفهوم بدیهی (اصل بدیهی) وجود دارد که عقلانیت، مسئله منطقی بودن مطابق با ترجیحات و اعتقادات شما است. ثانیاً، افراد بر صحت (درستی) باورها و استفاده کامل اطلاعات تأکید کرده‌اند - در این دیدگاه، فردی که منطقی نیست، دارای عقایدی است که از اطلاعاتی که آن‌ها دارند به‌طور کامل استفاده نمی‌کند. بحث در مورد جامعه‌شناسی اقتصادی نیز راجع به این است که آیا افراد یا سازمان‌ها «واقعاً» منطقی هستند یا خیر، و همچنین آیا این منطقی است که آن‌ها را به صورت مدل‌های رسمی طراحی کنند یا نه. برخی معتقدند که یک نوع عقلانیت محدود، برای چنین مدلهایی، منطقی تر است.
برخی دیگر تصور می‌کنند که هر گونه عقلانیت هم راستا با نظریه انتخاب منطقی، مفهومی بی‌فایده برای درک رفتار انسان است؛ اصطلاح homo economicus (انسان اقتصادی: انسان خیالی که در مدل‌های اقتصادی، از نظر منطقی، ثابت قدم اما فاقد احساس مسئولیت اخلاقی فرض می‌شود) به‌طور عمده به افتخار این دیدگاه، ارائه شد. اقتصاد رفتاری به دنبال در نظر گرفتن عوامل اقتصادی به همان صورتی که در واقع هستند، با مجاز دانستن تعصبات روان شناختی، به جای تصور عقلانی ابزاری ایدئال، می‌باشد.

#### هوش مصنوعی
درون هوش مصنوعی، عامل منطقی به‌طور معمول، عاملی است که مطلوبیت مورد انتظار را، با توجه به دانش فعلی آن، به حداکثر برساند. مطلوبیت، سودمندی پیامدهای اقدامات آن است. تابع مطلوبیت به‌طور دلخواه توسط طراح تعریف شده‌است، اما باید تابع عملکرد باشد، که نتایج مستقیم قابل سنجش مانند برنده شدن یا از دست دادن پول است. به منظور ایجاد یک عامل ایمن که به شیوه‌ای دفاعی عمل می‌کند، تابع غیرخطی عملکرد غالباً مورد نظر است، به‌طوری‌که پاداش برای برنده شدن کمتر از مجازات برای باختن است. یک عامل اجرایی ممکن است در حوزه مسائل خود منطقی باشد، اما یافتن تصمیم منطقی برای مشکلات پیچیده خودسرانه عملاً امکان‌پذیر نیست. عقلانیت تفکر انسان، یک مشکل اساسی در روانشناسی استدلال است.

#### روابط بین‌المللی
بحثی مداوم در مورد صلاحیت‌های کاربرد «عقلانیت» در مطالعه روابط بین‌الملل (IR) وجود دارد. برخی از محققان آن را ضروری می‌دانند. سایرین، انتقادی تر هستند این حال، کاربرد فراگیر و مداوم «عقلانیت» در علوم سیاسی و IR [روابط بین‌المللی]، فراتر از اختلاف نظر و مباحثه است. «عقلانیت» در این زمینه در همه جا حاضر است. ابولوف بیان می‌کند که تقریباً ۴۰ درصد از تمام منابع علمی برای «سیاست خارجی» به «عقلانیت» اشاره دارند - و در دهه ۲۰۰۰ این نسبت تا بیش از نیمی از آثار علمی مرتبط افزایش می‌یابد. او ادامه می‌دهد که هنگامی که این امر در مورد امنیت بنیادی و سیاست‌های خارجی مطرح می‌شود، به‌کارگیری عقلانیت IR، به «سوء رفتار» (تخلف)، شباهت دارد: توصیف‌های مبتنی بر عقلانیت عمدتاً غلط یا نادرست هستند؛ بسیاری از ناظران، موفق به توضیح معنای «عقلانیتی» که به کار می‌برند، نمی‌شوند؛ و مفهوم، اغلب از لحاظ سیاسی برای تمایز بین «ما و آنها» استفاده می‌شود.